# Turið Torkilsdóttir
Turið Torkilsdóttir (Dovrefjell, 960 - Skúvoy, 1047) foi a primeira mulher conhecida na história das Ilhas Faroe. Durante a Era Viquingue, foi a mulher mais influente no país. 

## Vida
Turið era filha de Ragnilda Toralfsdóttir e Torquil Barfrost da Noruega. Na literatura, ela é frequentemente mencionada como "Þurið Megineinkja" (o que significa "viúva do líder" na língua feroesa).
Em 986 casou com Sigmundur Brestisson, quando ele visitou a Noruega pela terceira vez. De acordo com a Saga Færeyingaa, a cerimônia de casamento durou sete dias na fazenda do rei Håkon Jarl de Trondheim.
Depois de outono, o casal e a filha, Tor Sigmundsdóttir, se mudaram para as Ilhas Faroe, onde Turið viveu até o fim da vida. Ela e o marido Sigmundo também tiveram os filhos Toralvur, Steingrímur, Brandur e Heri Sigmundsson, e todos viveram em uma fazenda em Skúvoy.